# Bucky Covington
William Joel "Bucky" Covington III (Rockingham, Carolina del Norte; 8 de noviembre de 1977) es un cantante y compositor estadounidense de música country, más conocido por su participación en la quinta temporada de American Idol, en la que terminó en el octavo puesto.

## Biografía

### Vida personal
Bucky Covington nació en Rockingham, Carolina del Norte, de Gene Covington y Deborah Gates, el 8 de noviembre de 1977, junto con su hermano gemelo, Robert David "Rocky" Covington. Bucky es el apodo derivado de su abuelo "Buck". Se graduó en la clase de 1996 del Scotland High School en Laurinburg, Carolina del Norte. Trabajó en Covington's Body Shop en Hamlet, Carolina del Norte.

## American Idol
En la temporada 2005-06, los gemelos Covington audicionaron para American Idol en Greensboro, Carolina del Norte individualmente. De los dos, Bucky avanzó a los doce finales. El 22 de marzo, Bucky se quedó en los puestos de descenso, junto con Lisa Tucker y Kevin Covais. El 12 de abril, cuando Covington estaba en los puestos de descenso con Ace Young y Elliott Yamin, los votos fueron a los dos últimos.

## Discografía

### Álbumes de estudio
- Bucky Covington
- Good Guys

### Sencillos
- «A Different World»
- «It's Good to Be Us»
- «I'll Walk»